# بورانا
بورانا (بالسنسكريتية: पुराण)‏ تعني حرفيا «القديم»، وهو صنف واسع من الأدب الهندي يحوي مجموعة واسعة من المواضيع، وخاصة الأساطير والخرافات وغيرها من الحكايات المتوارثة. مؤلف في المقام الأول باللغة السنسكريتية، ولكن أيضًا باللغات الإقليمية. وسميت عدة من هذه النصوص على الآلهة الهندوسية الرئيسية مثل فيشنو وشيفا وديفي. ويوجد هذا الصنف الأدبي في الأدبيات الهندوسية والجاينية.
يعتبر أدب البورانا موسوعيا، ويشمل موضوعات متنوعة مثل نشأة الكون والكونيات وأنساب الآلهة والإلهات والملوك والأبطال والحكماء وأشباه الآلهة، والحكايات الشعبية والحج والمعابد والطب وعلم الفلك والنحو، وكذلك المعادن والفكاهة وقصص الحب واللاهوت والفلسفة. محتوى نصوص البورانا غير متوافق بين السجل والآخر، وأحيانا يكون النص الكامل نفسه غير متوافق من الداخل. أغلب نصوص البوراناس مجهولة المؤلف ومن المرجح أنها من عمل عديد المؤلفين على مر القرون؛ وعلى النقيض من ذلك، يمكن تحديد تواريخ ومؤلفي معظم نصوص البورانا الجاينية.
هناك 18 ماها بورانا (الكتابات القديمة العظمى) و18 أوبا بورانا (الكتابات القديمة الصغرى)، مع أكثر من 400,000 بيت. يرجح أنه تم تأليف أغلب النسخ الأولى من البورانا بين القرنين الثالث والعاشر الميلادي. لا تتمتع البورانا بسلطة الكتبة المقدسة في الهندوسية.
كانت البورانا مؤثرة في الثقافة الهندوسية، وألهمت المهرجانات السنوية الوطنية والإقليمية الكبرى للهندوس. كان دور البورانا وقيمتها كنصوص دينية وتاريخية مثار جدل، ذلك لأن البورانا في مجملها تمجّد العديد من الآلهة، كما أن توجهها المذهبي غير واضح كما يقول الباحث لودو روخر. وتسمى الممارسات الدينية المدرجة فيها فايديكا (تتطابق مع الأدب الفيدي)، لأنها لا تطلب دخول الفرد في طقوس التانترا. من أشهر هذه النصوص هو باغافاتا بورانا. تداخل الأدب البوراني مع حركة بهاكتي في الهند، وعلق باحثو دفايتا وأدفايتا على المواضيع الفيدانتية الأساسية في ماها بورانا.